# Daniele Amfitheatrof
Daniele Aleksandrovitsj Amfitheatrof (Russisch: Даниил Александрович Амфитеатров, Daniil Aleksandrovitsj Amfiteatrov) (Sint-Petersburg, 29 oktober 1901 – Rome, 7 juni 1983) was een Russisch-Italiaans componist.

## Levensloop
Daniele Amfitheatrof was de zoon van de Russische auteur Aleksandr Amfiteatrov. Hij studeerde muziek aan het koninklijk conservatorium van Rome en was vervolgens onder meer als gastdirigent werkzaam voor symfonieorkesten in Boedapest, Praag, Rome en Wenen. Tussen 1929 en 1932 was hij artistiek leider bij de radio-omroepen van Genua en Triëst. Daarna werkte hij vijf jaar in Turijn voor de Italiaanse omroep RAI. Vanaf 1937 werkte hij daarnaast voor meerdere Amerikaanse operahuizen. Tijdens een verblijf in Rome vroeg regisseur Max Ophüls hem om muziek te componeren bij zijn prent La signora di tutti (1934). Na zijn aankomst in de Verenigde Staten ging hij zich almaar meer toeleggen op filmmuziek. Hij werd genomineerd voor een Oscar voor zijn muziek bij de films Guest Wife (1945) en Song of the South (1946). In 1955 keerde hij terug naar Italië.

## Filmografie (selectie)
- 1934: La signora di tutti
- 1940: Boom Town
- 1940: Third Finger, Left Hand
- 1942: The Vanishing Virginian
- 1942: Kid Glove Killer
- 1942: Eyes in the Night
- 1943: Lassie Come Home
- 1943: Cry Havoc
- 1944: Days of Glory
- 1945: Guest Wife
- 1946: Song of the South
- 1947: Time Out of Mind
- 1947: Ivy
- 1948: Letter from an Unknown Woman
- 1949: The Fan
- 1949: The Damned Don't Cry
- 1949: House of Strangers
- 1950: The Capture
- 1951: Storm Warning
- 1951: Tomorrow Is Another Day
- 1951: The Desert Fox: The Story of Rommel
- 1952: Scandal at Scourie
- 1953: Devil's Canyon
- 1954: Human Desire
- 1955: The Last Hunt
- 1955: Trial
- 1956: The Mountain
- 1957: From Hell to Texas
- 1959: Heller in Pink Tights
- 1959: That Kind of Woman
- 1959: Edge of Eternity
- 1964: Major Dundee